# Derecho a Morir Dignamente
Derecho a Morir Dignamente (DMD) es una asociación federal española que promueve el derecho de toda persona a disponer con libertad de su cuerpo y de su vida, y a elegir libre y legalmente el momento y los medios para finalizarla, y defender el derecho de los enfermos terminales e irreversibles a, llegado el momento, morir pacíficamente y sin sufrimientos, si este es su deseo expreso.
El 18 de marzo de 2021 se aprobó por el Congreso de los Diputados la Ley de eutanasia. Esta ley legaliza, en supuestos señalados y circunstancias determinadas la Eutanasia en España. La asociación reclamaba la despenalización de la muerte asistida así como libre decisión en el final de la vida sin tener que recurrir ni al exilio ni a la clandestinidad.

## Asociación Derecho a Morir Dignamente

### Fundación de la asociación DMD
La federación Derecho a Morir Dignamente fue fundada en 1984 bajo el nombre Asociación Derecho a Morir Dignamente - DMD. El 13 de diciembre de 1984 se inscribió en el Ministerio del Interior de España la asociación DMD con el número 57889, legalizando un movimiento ciudadano de respeto a la libertad del individuo al final de su vida.
La Asociación Derecho a Morir Dignamente está asociada a la World Federation of Right to Die Societies.

### Presidencia de la asociación DMD
- Salvador Pániker fue presidente desde 1989 a 2008, desde 2008 fue presidente de honor hasta su fallecimiento en 2017.[8]
- Juana Teresa Betancor fue vicepresidenta dede 1993 hasta 2004.[9][10]
- Luis Montes Mieza fue presidente federal desde 2009 hasta su fallecimiento en 2018.[11]

## Información sobre cuidados paliativos y eutanasia

### Leyes relativas a la autonomía del paciente y cuidados paliativos en España
- 1986- Ley General de Sanidad, reconoce explícitamente el derecho del paciente a negarse a un tratamiento, requiriendo su consentimiento para cualquier tipo de intervención.
- 1995 - El nuevo Código Penal Español suaviza las penas por suicidio asistido y eutanasia.
- 2002 - Ley de Autonomía del Paciente, esta ley profundiza en los derechos individuales regulando el testamento vital, denominado documento de instrucciones previas o de voluntades anticipadas.
- 2010 - Andalucía - Ley de derechos y garantías de la dignidad de la persona en el proceso de la muerte.[12]
- 2011 - Aragón - Ley de Cuidados Paliativos y Muerte Digna.[13]
- 2011 - Navarra - Ley Foral de Derechos y Garantías de la Dignidad de las Personas en el proceso final de la vida.[14]
- 2011 - Proyecto de Ley Reguladora de los Derechos de la Persona ante el Proceso Final de la Vida. No fue tramitado.[15][16]
- 2021- Ley de eutanasia de 18 de marzo de 2021, (véase Eutanasia en España)

La asociación DMD promueve el cumplimiento de la legislación aprobada ya que considera que no se está cumpliendo la ley de autonomía del paciente en lo relativo a rechazo de tratamientos así como la legislación sobre cuidados paliativos.

### Asociaciones internacionales que defienden el derecho a morir con dignidad y la eutanasia
Suiza y Alemania

Estatus de la eutanasia en el mundo:
Eutanasia activa legal
Eutanasia pasiva legal (rechazo de tratamientos / retiro del soporte vital)
Eutanasia activa ilegal, eutanasia pasiva no regulada
Toda forma de eutanasia ilegal

Legalidad del suicidio asistido en el mundo:
Suicidio médicamente asistido legal
Legalizado por sentencia judicial, pero no legislado o regulado
Suicidio asistido ilegal.

- 1998 - Dignitas. Tiene la sede en Suiza y una sección en Alemania.[19]

Reino Unido
- 1935 - VELS (The Voluntary Euthanasia Legalisation Society), Reino Unido, en 1955 se denominará Euthanasia Society, en 1969 pasará a llamarse Voluntary Euthanasia Societ Exit. Desde 2005 se llama Dignity in Dying.[20]

Australia
- 1997 - Exit International. Con sedes en Australia y Reino Unido.[21]

Estados Unidos
- 1938 - Euthanasia Society of America, que reivindica la inclusión del "derecho a morir" en la Declaración Universal de Derechos Humanos.
- 1970 - Federación Mundial de Sociedades pro Derecho a Morir (World Federation of Right to Die Societies), Federación a la que pertenece DMD y que cuenta con más 38 asociaciones en 23 países.
- 1980 - The Hemlock Society, organización para el cuidado en el fin de la vida para enfermos incurables, se denominará más tarde End-of-Life Choices (EOLC). EOLC se fusionará en 2005 con la organización Compassion in Dying para formar Compassion & Choices.[22]
- 2005 - Compassion & Choices (Compasión y Opciones), Portlant, Oregón, Estados Unidos.[23][24][25]

#### Colombia
- 2017 - Laboratorio de Derechos Económicos, Sociales y Culturales (DescLAB)

### Hitos de la eutanasia en España
- 1998 - El 12 de enero de 1998 el tetrapléjico Ramón Sampedro, tras solicitar ayuda para morir en los tribunales, se suicida con ayuda de otra persona, acontecimiento que por su repercusión mediática supone un hito para la eutanasia en España.
- 2004 - Se estrenó la película Mar adentro, dirigida por Alejandro Amenábar y que recrea la vida de Ramón Sampedro.
- 2020 - Aprobación de la ley de la eutanasia en el Congreso de los Diputados. Véase: Eutanasia en España.